# Holocneminus
Genre
Holocneminus est un genre d'araignées aranéomorphes de la famille des Pholcidae.

## Distribution
Les espèces de ce genre se rencontrent en Océanie, en Asie du Sud-Est et en Asie du Sud.

## Liste des espèces
Selon World Spider Catalog (version 23.0, 01/03/2022) :
- Holocneminus multiguttatus (Simon, 1905)
- Holocneminus piritarsis Berland, 1942
- Holocneminus samanggi Lan & Li, 2021

## Systématique et taxinomie
Ce genre a été décrit par Berland en 1942 dans les Pholcidae.

## Publication originale
- Berland, 1942 : « Polynesian spiders. » Occasional papers of Bernice P. Bishop Museum, vol. 17, no 1, p. 1-24 texte intégral).